# Gortatowice
Gortatowice est une localité polonaise de la gmina de Cielądz, située dans le powiat de Rawa Mazowiecka en voïvodie de Łódź.